# Новодеповська
Новодеповська імені Крючкова — зупинний пункт Одеської залізниці в північній частині станції Одеса-Застава I. Тут зупиняються всі приміські електропоїзди Одеса — Роздільна — Мигаєве, Одеса — Подільськ — Балта, Одеса — Вапнярка.
Через паркан від зупинки знаходяться відстійні колії Одеського моторвагонного депо.